# USA:s historia 1789–1861
Denna artikel behandlar USA:s historia under perioden från 1789, då konstitutionen trädde i kraft och George Washington valdes till den förste presidenten, till 1861, då amerikanska inbördeskriget bröt ut.

## Konstitutionen träder i kraft

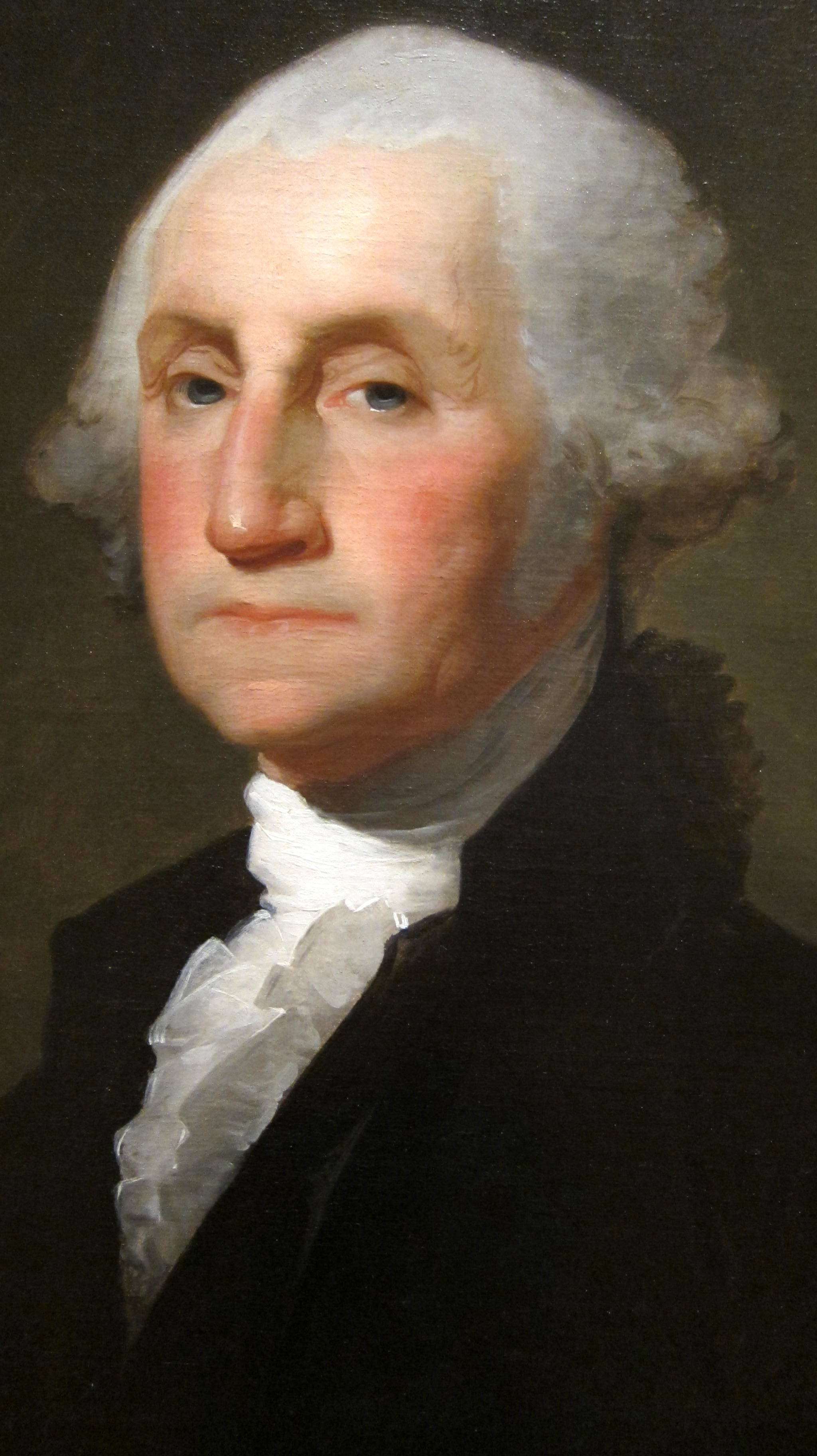
George Washington, USA:s president 1789-1797 (porträtt 1796)

Efter att den nya konstitutionen i juli 1788 ratificerats av 11 stater, fattade kongressen beslut om hur den skulle träda i kraft. Staden New York utsågs till huvudstad, och det beslöts att konstitutionen skulle börja gälla från 4 mars 1789.

### Första presidentvalet
Först 6 april 1789 var den nya kongressens båda kammare (senaten och representanthuset) beslutmässiga, så att rösträkningen för presidentvalet kunde äga rum. George Washington valdes till USA:s president med John Adams som USA:s vicepresident.
Under Washingtons två mandatperioder som president, 1789-1797, befästes den nya unionens sammanhållning. Förvaltning och lagskipning organiserades och USA fick den finansiella stadga som behövdes för att vara fortsatt livskraftigt, inte minst genom Alexander Hamiltons verksamhet som USA:s förste finansminister 1789-1795.

## Politiska motsättningar mellan federalister och demokrater

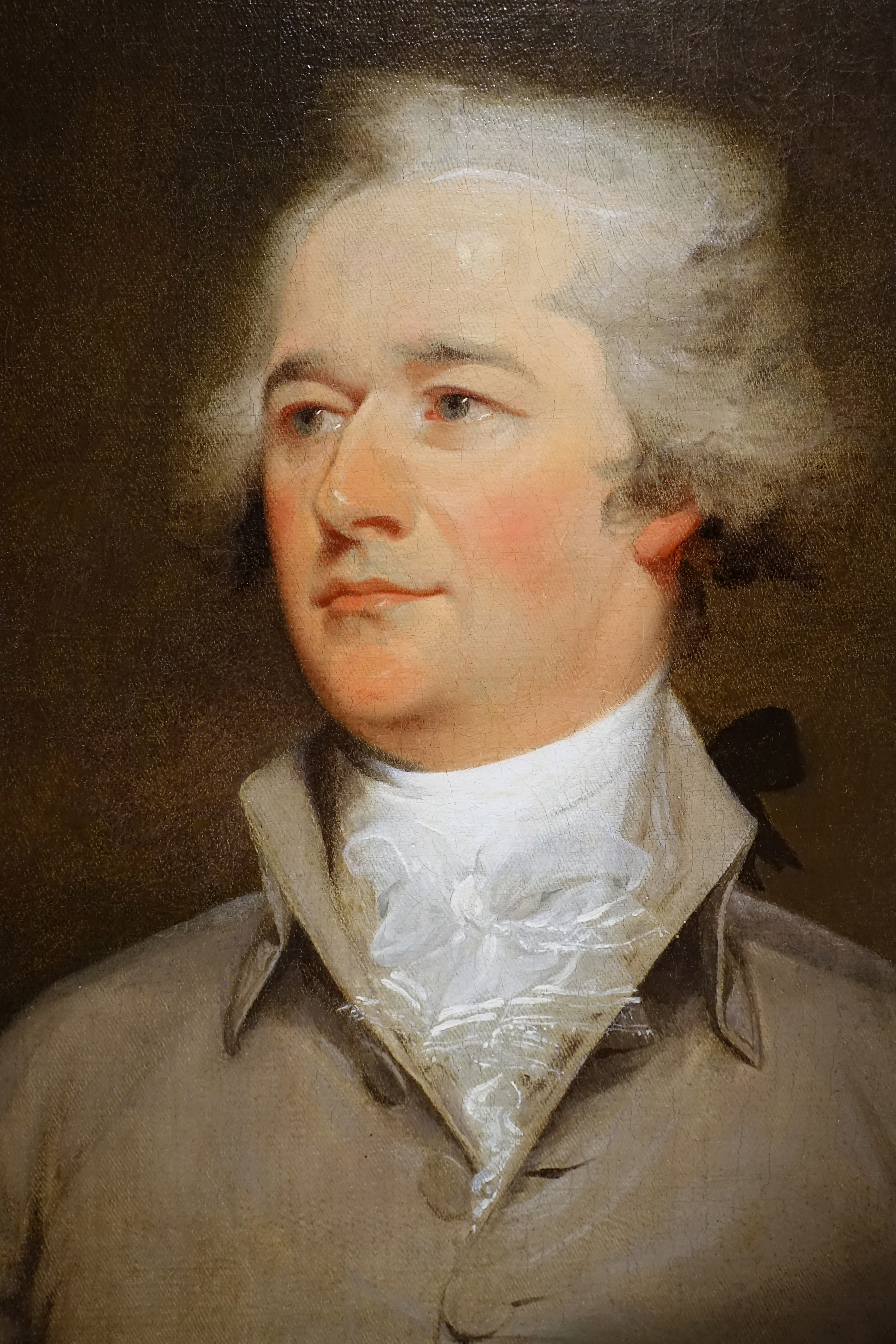
Alexander Hamilton, USA:s finansminister 1787-1795 och en ledande federalist (porträtt cirka 1792).

De tidiga politiska motsättningarna i det nybildade USA gällde hur stora befogenheter som den federala statsmakten skulle ha, en motsättning som hade inletts redan under ratificeringen av konstitutionen, eftersom USA:s grundlagsfäder hade skilda åsikter i den frågan. Hamilton och John Jay var ledande inom det parti som förespråkade en stark federal statsmakt och som under konflikten om författningens ratificering hade börjat kallas federalister. Även Washington och Adams sympatiserade med federalisterna, som var starkast i de stater där handel och sjöfart dominerande.

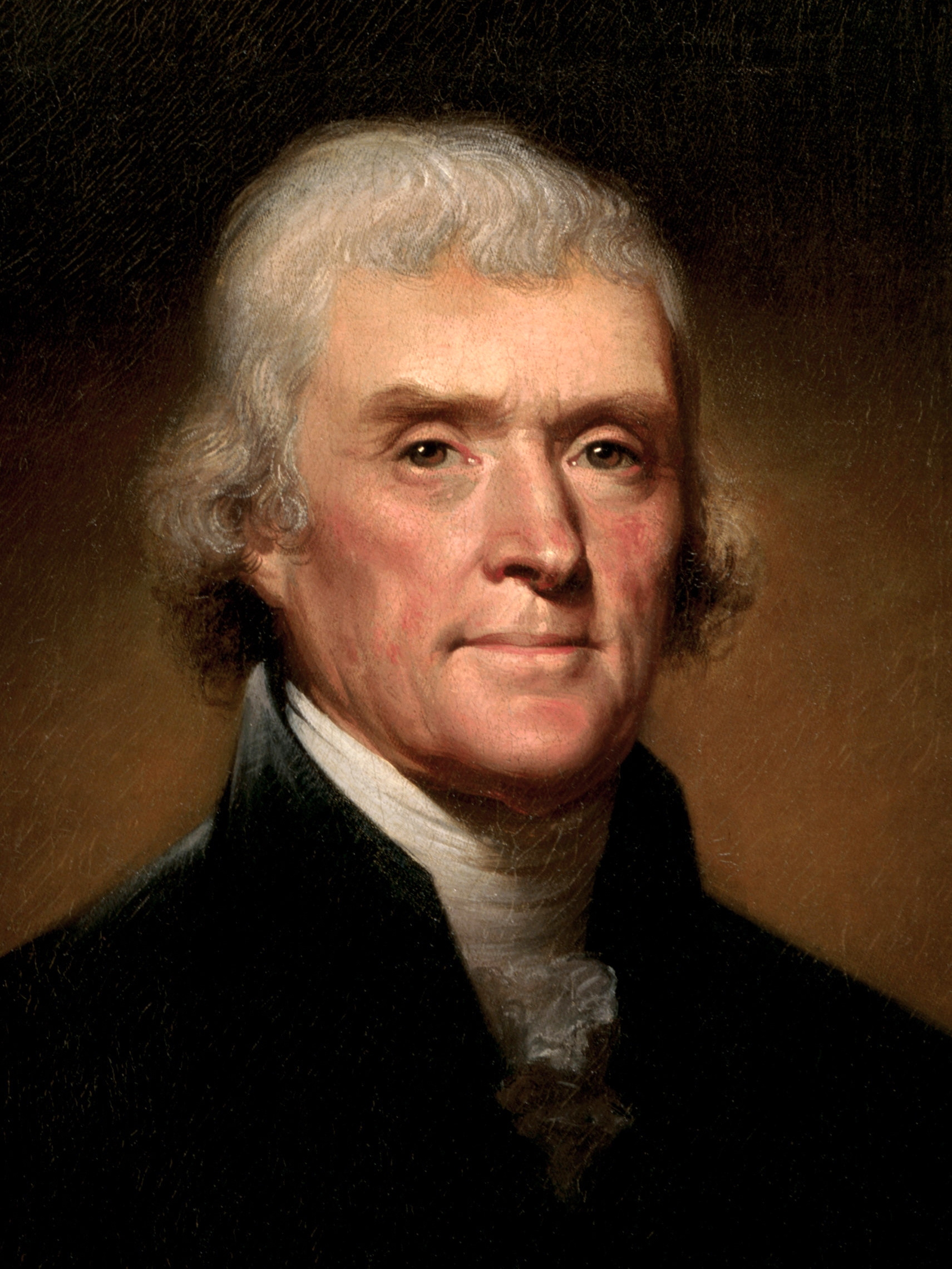
Thomas Jefferson, USA:s utrikesminister 1790-1793, USA:s president 1801-1809 samt ledande demokrat och antifederalist (porträtt 1800).

Det parti som istället stödde de enskilda delstaternas rättigheter hade starkast stöd i de stater där jordbruk och plantageodling dominerade. Detta oppositionsparti samlade sig kring Thomas Jefferson, James Madison och James Monroe. Partiet gick under USA:s tidiga år under flera olika namn. De kallade sig till en början republikaner (egentligen Federal Republicans), anhängarna kallades tidigt också antifederalister, och senare blev partinamnet demokrater det vanligast använda. I efterhand har begreppet demokratisk-republikanska partiet använts för att skilja detta parti från senare republikanska partier.
Federalisternas idéer återupptogs senare, på 1850-talet, av det då bildade Republikanska partiet. Detta partis åsikter i frågan om maktfördelning mellan den federala regeringen och delstaterna var alltså den motsatta jämfört med de första "Jeffersonska" republikanerna.
George Washington försökte, och lyckades delvis, dämpa partimotsättningarna. Både Hamilton och Jefferson var samtidigt medlemmar av Washingtons kabinett, som finansminister respektive utrikesminister, men kom båda att lämna sina ministerposter (1795 respektive 1793) på grund av de partipolitiska konflikterna. Som finansminister hade då Hamilton ordnat USA:s kreditväsen genom fondering av unionens egna skulder och de skulder från staterna som unionen tagit över. Därutöver hade en centralbank och ett myntverk grundats samt federala inkomster säkerställts genom en protektionistisk tullpolitik. 
Jefferson höll som utrikesminister på att involvera USA på den franska sidan i den konflikt mellan Storbritannien och Frankrike som blossat upp efter franska revolutionen. Washington utfärdade dock en neutralitetsförklaring 1793 och lät genom Jay 1794 ingå ett fördrag med Storbritannien där de flesta tvister löstes, som varit olösa mellan USA och det forna moderlandet efter 1783 års fredsfördrag. Detta fördrag kritiserades kraftigt av demokrat-republikanerna.
Washingtons avböjde ett erbjudande om en tredje mandatperiod som president, och därefter blev det en oskriven regel i USA:s politiska liv att en president bör kunna omväljas endast en gång. Denna kutym bröts först 1940 med Franklin Roosevelt under det då pågående andra världskriget, tills möjligheten att sitta mer än två mandatperioder togs bort 1951 med det 22:a tillägget till konstitutionen.
Washingtons närmaste efterträdare, federalisten John Adams, var president 1797-1801 och han fortsatte Washingtons försiktiga politik. Dock hade han mindre allmänt erkänd auktoritet.
Därefter var antifederalisten Thomas Jefferson president 1801-1809.

## USA:s tidiga geografiska expansion

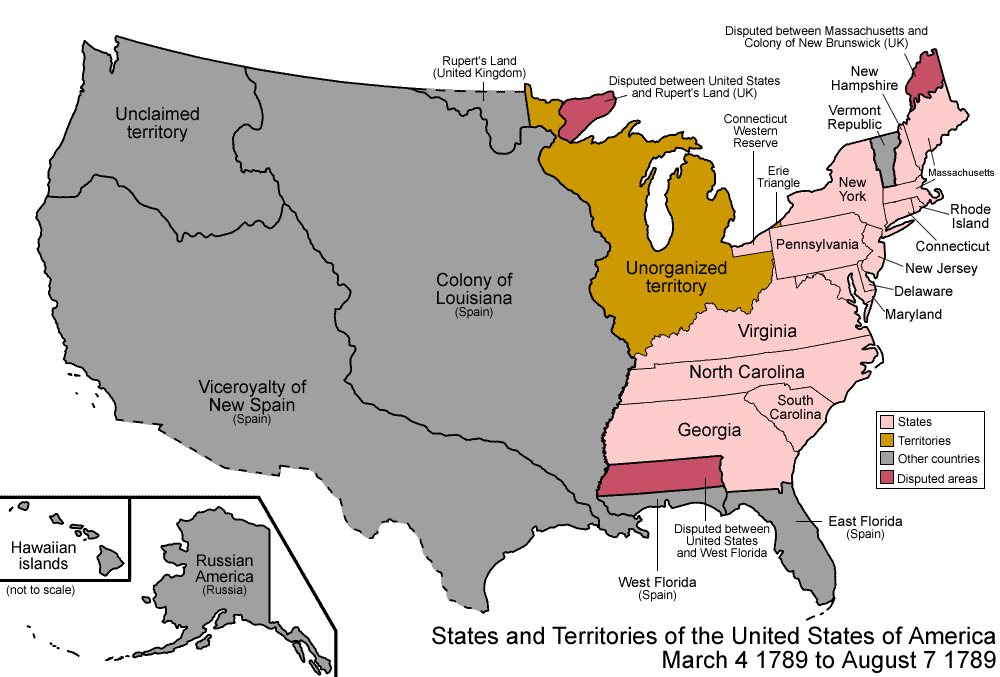
USA:s gränser 1789

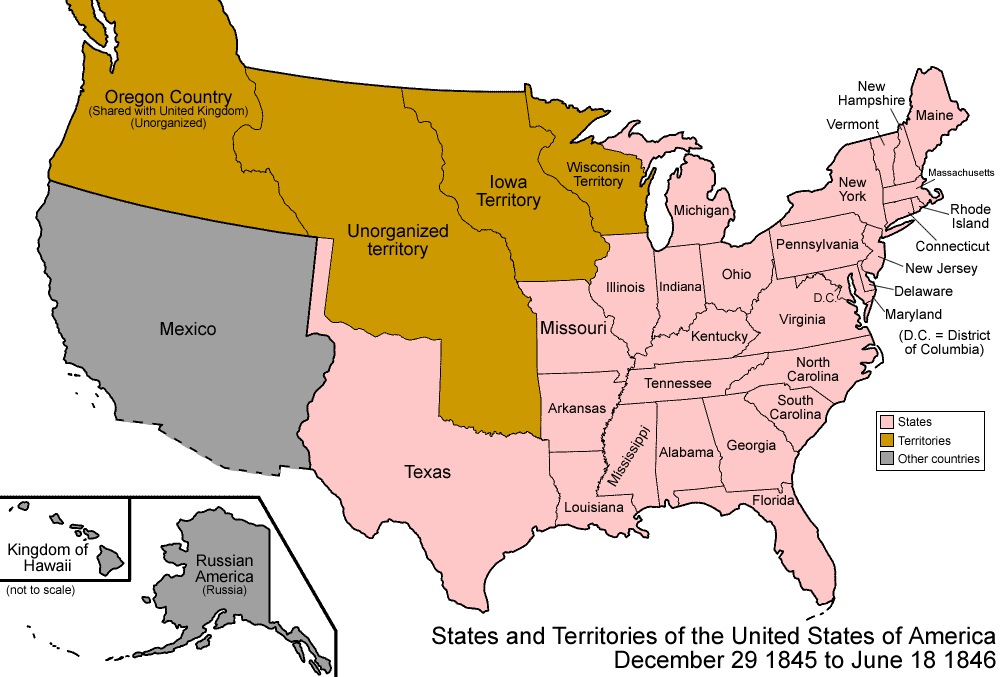
USA:s gränser 1845-1846

Under George Washingtons tid som president utökades USA från 13 till 16 delstater. Vermont upptogs 1791, Kentucky 1792 och Tennessee 1796, som självständiga stater i unionen.
Under Jefferson presidenttid upptogs Ohio som ny stat 1802 och Louisiana förvärvades 1803 genom köp från Frankrike, det så kallade Louisianaköpet. Detta ledde till att USA befäste sitt inflytande i Mississippiflodens område.
I de stora krigen mot franska revolutionen tog republiken ingen del, men såg i stället sin handel och sjöfart uppblomstra i neutralitetens skydd. Flera gånger var likväl kriget nära, och frågan var blott åt vilket håll unionen skulle vända sina vapen. Det brutala sätt, varpå England utövade sitt herravälde över haven, skaffade slutligen seger åt det franskvänliga demokratiska partiet, och presidenten James Madison (1809-1817) tvangs emot sin vilja att förklara England krig (juni 1812) - 1812 års krig. Det utkämpades åren 1812-1815 och fördes med omväxlande lycka, till sjöss med seger för amerikanerna, till lands stundom med framgång för engelsmännen, som till och med intog Washington, vilket sedan 1800 varit förbundsregeringens säte.
Militäriskt slöts kriget med slaget vid New Orleans (jan. 1815); diplomatiskt ändades det några dagar förut (dec. 1814) genom freden i Gent. Det hade bidragit att hejda partiernas kamp, och det hade stärkt amerikanernas förtroende till egen kraft. Det sista visade sig, då presidenten James Monroe (1817-1825) en dag förkunnade de europeiska makterna, att unionen icke skulle tåla Europas inblandning i den amerikanska kontinentens affärer (jämför Monroedoktrinen). Emellertid utvidgades statsområdet mer och mer. Redan 1812 upptogs Louisiana såsom självständig stat i unionen; 1816 följde Indiana, 1817 Mississippi, 1818 Illinois, 1819 Alabama och 1820 Maine. Genom Adams-Onísfördraget förvärvades från Spanien (1819) Florida, som likväl först 1845 upptogs såsom stat.
Tiden från 1789 till 1825 behärskades av den yttre politiken. Samtidigt hade dock den inre utvecklingen oavbrutet fortgått, om än i mycket långsammare tempo än senare. Befolkningen, som 1800 utgjort 5,3 miljoner, var år 1810 på 7,2, 1820 på 9,6 och 1830 på nära 12 miljoner. Invandringen var under denna period tämligen obetydlig; under de stora krigen i Europa hade den nästan helt avstannat, och först efter 1816 började den långsamt tillta. Under årtiondet 1820–1830 kom ungefär 150 000 invandrare.

## Politisk utveckling från 1829, konflikter kring tullar och konstitutionen

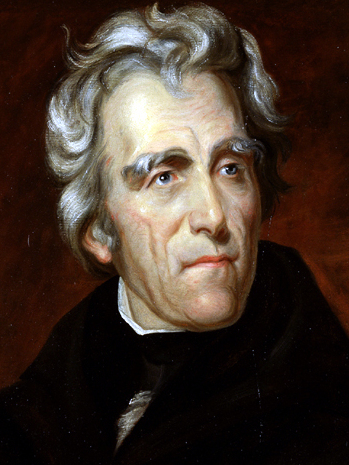
Andrew Jackson, USA:s president 1829-1837 (porträtt 1824)

Andrew Jackson, som var president 1829-1837, inledde sin presidentperiod med en stor utrensning av unionens förvaltningspersonal i syfte att skaffa lönsamma befattningar åt sina partikamrater enligt "spoilssystemet" som fungerade enligt mottot "bytet åt segraren".
Även om Jackson partipolitiskt var en utpräglad demokrat, hävdade han med kraft unionens oupplöslighet gentemot de separatistiska tendenser som fanns särskilt i South Carolina i samband med den från 1828 pågående tullstriden. Förhållandet mellan det federala styret och delstaterna fortsatte att vara en central konflikt inom amerikansk politik. 1828 hade kongressen antagit en mycket protektionistisk tullpolitik med höga tullsatser både på råvaror och industriprodukter, vilket var oerhört kännbart för flera av sydstaterna. Under ledning av John C. Calhoun framförde South Carolinas legislatur teoria att tullarna stred mot konstitutionen och att delstaterna kunde förklara tullarna ogiltiga inom deras område. Likartade resolutioner antogos även av legislaturerna i Georgia, Mississippi och Virginia åren 1828-1829. I senaten var frågan om konstitutionens ursprung
och dess bindande karaktär föremål för en berömd debatt 1830, den så kallade Webster-Hayne-debatten. Senator Robert Y. Hayne från South Carolina framförde då sydstatsläran om konstitutionen som ett fördrag mellan delstaterna, som i vissa fall kunde upplösas genom
"nullifikation" av de federala myndigheternas beslut och ytterst genom enskilda staters utträde ur unionen (secession). Senator Daniel Webster å sin sida inskärpte den nationella och federala uppfattningen, att författningen är skapad av det amerikanska folket och endast kunde ändras eller upphävas av hela folkets representanter. Denna djupgående konflikt i uppfattningen av statsskickets art dominerade under de närmast följande årtiondena USA:s politiska liv och ledde så småningom, när den kombinerandes med konflikten om slaveriet, till det amerikanska inbördeskriget.
I samband med tullstriden avhärjdes dock faran dels genom Jacksons beslutsamhet att möta varje försök till lagtrots med väpnat
ingripande, dels genom en huvudsakligen av Henry Clay utarbetad kompromiss som antogs 1833. Denna innebar att de höga tullsatserna togs bort från en mängd industrivaror som var viktiga för södern och där importen av dem ännu inte innebar någon allvarlig konkurrens med den inhemska amerikanska industrin. Dessutom skulle tullsatserna i allmänhet gradvis minskas år för år, så att en enhetlig värdetull på 20 procent på alla tullpliktiga varor skulle nås 1842. Efter dessa tullbeslut upphörde för lång tid framåt talet om "nullifikation".
Jacksons ingripande mot Second Bank of the United States, som han fruktade som en källa till korrpution av det politiska livet, sågs som mer godtycklig. Unionens depositioner i banken togs ut 1833 och placerades i stället i banker som anvisades av finansministern, och som ofta var banker ute i delstaterna som gynnades av partiskäl (och kallades därför ibland "the pet banks"). Detta var en åtgärd, som uppmuntrade dessa banker till spekulationer, särskilt i jordaffärer. När bankens koncession gick ut 1836, fick Second Bank of the United States denna ej förnyad. Banken fortsatte under en period sin verksamhet under koncession från delstaten Pennsylvania, men blev 1841 tvungen att gå i likvidation. Jacksons bankpolitik lär ha bidragit till den ekonomiska kris som kallas 1837 års panik, och hans efterträdare Martin van Buren (president 1837-1841) blev tvungen att bryta med hela depositionssystemet och istället inrätta unionsränterier (sub-treasuries), dit bland annat federala skatter skulle levereras in.
Under 1830-talet fick partiväsendet i USA en mer omfattande organisation. Mot demokraterna organiserades, med Henry Clay som främste ledare, det så kallade Whigpartiet. Båda dessa huvudpartier fick fastare form genom bland annat sina partimöten (conventions) och lokalavdelningar. Vid sidan av dessa partier växte även mindre partier upp, som hade begränsade syften, till exempel Anti-frimurarpartiet och abolitionisterna. De sistnämnda drev från 1831 i skrift och tal kraftfull agitation i nordstaterna mot slaveriet. I sydstaterna förföljdes rörelsens anhängare och deras skrifter undertrycktes. Försöken att i kongressen lämna in masspetitioner mot slaveriet ledde till kraftfulla konflikter. 1836 tog Representanthuset ett beslut att dylika petitioner och resolutionsförslag utan debatt skulle läggas till handlingarna, den så kallade gag rule.
Det partipolitiska livets förändring framträdde tydligt vid presidentvalet 1840, då Whigpartiet iscensatte en rent demagogisk, mycket högljudd och excentrisk agitation, som ledde till seger för van Burens motkandidat, den populäre "indianbesegraren" general
William Henry Harrison (president 4 mars–4 april 1841). Vid Harrison plötsliga dödsfall efter en månad på presidentposten efterträddes han av vicepresidenten John Tyler (president 1841–1845). Tyler bröt efter en kort tid med Whigpartiet, lade in veto mot förslaget om att upprätta en ny nationalbank, som Whigpartiet hade drivit igenom kongressen, och omgav sig med rådgivare ur det demokratiska partiet.

## Texas som delstat, mexikanska kriget och konflikter kring nya slavstater
Frågan om att ta upp Texas i unionen blev nu en viktig politisk fråga, eftersom sydstaterna ville öka de slavhållande delstaternas antal för att kunna bibehålla sin starka ställning i senaten samtidigt som snabb folkökning i de fria delstaterna (utan slaveri) successivt minskade slavstaternas tyngd i representanthuset. Texas hade lämnat Mexico 1836 och 1837 erkänts som en självständig stat av USA. Slavstaten Arkansas hade tagits upp i unionen 1836, följd 1837 av den fria staten Michigan. På samma sätt bibehölls balansen, då slavstaten Florida (som 1819 förvärvats från Spanien) togs upp 1845, följt av det fria Iowa 1846. Striden om Texas fortsatte under den kraftigt demokratiske presidenten James Knox Polk (president 1845–1849), ledde till Mexikansk-amerikanska kriget 1846-1848. Den amerikanske generalen Zachary Taylor fick i juli 1845 order att besätta Texas och försvara dess omstridda gräns mot Mexiko. I december 1845 togs Texas upp som delstat i unionen. I april 1846 utbröt strid mellan amerikanska och mexikanska trupper inom det mellan Texas och Mexiko omstridda området. Efter detta förklarade Polk 11 maj i ett budskap till kongressen att krig utbrutit genom Mexikos agerande. Under detta krig erövrade överste John C. Frémont efter en riskabel marsch över Klippiga bergen stora områden i Kalifornien. General Taylor intog i september 1846 det starkt befästa Monterey och besegrade Mexikos provisoriske president, Antonio López de Santa Anna, i det blodiga Slaget vid Buena Vista 23 februari 1847. Därefter tvingade general Winfield Scott staden Veracruz att kapitulera 27 mars, och 15 september 1847 ryckte han in i själva huvudstaden Mexico City. Freden slöts i Guadalupe Hidalgo 2 februari 1848, varvid Mexiko tvingades avträda Texas med Rio Grande som gräns, Övre Kalifornien och New Mexico (ett stort område, som innefattar de nuvarande delstaterna New Mexico, Nevada, Arizona och Utah samt delar av Wyoming och Colorado).
Mitt under kriget hade 1846 en uppgörelse träffats med England om gränserna för Oregonterritoriet i nordväst. De stora erövringarna från Mexiko gjorde slavfrågan dubbelt konfliktfylld. Skulle dessa områden, där slaveriet förbjudits av republiken Mexiko, nu åter göras slavhållande? Redan när frågan om anslag till kriget var aktuell 1846, hade demokraten David Wilmot som var motståndare till en utökning av slaveriets utsträckning, föreslaget ett förbehåll som innebar att eventuella erövringar från Mexiko skulle bli "fri mark" (The Wilmot Proviso). Wilmots förbehåll antogs ett par gånger av representanthuset, men senaten var motståndare och till sist gav representanthuset upp. Dock framfördes kompromissförslaget, även från nordstatsdemokratiskt håll, att befolkningen i de nya territorierna själv skulle anses ha "suverän rätt" att avgöra, om slaveri där skulle tillåtas eller ej. Detta kallades för läran om popular sovereignty eller squatter sovereignty. Rörelsen som ville förklara territoriernas som "fri mark" (free soil) leddes under några år framåt av ett särskilt parti (Freesoilers), som spelade en betydande roll vid presidentvalet 1848. Vid detta val  vann whigkandidaten, den från Mexikokriget berömde generalen Zachary Taylor (president 4 mars 1849–9 juli 1850). Efter långvariga
strider, särskilt i senaten, lades tillfälligt de svåraste meningsskiljaktigheterna i slavfrågan åt seidan genom 1850 års kompromiss. Denna kallades även Clays kompromiss, efter sin främste tillskyndare, Henry Clay. Enligt denna kompromiss skulle Kalifornien, där tillströmningen av guldgrävare från 1849 gjorde slaveriet otänkbart, tas upp som fri stat, New Mexico och Utah organiseras som territorier utan något förbud mot slaveri, slavhandeln förbjudas i District of Columbia (men inte själva slaveriet) och strängare lagbestämmelser införas gällande förrymda slavars återförande till deras ägare. Trots den sistnämnda bestämmelsen, som slaveriets motståndare ansåg vara särskilt motbjudande, förespråkades kompromissen som ett sätt att rädda unionen från splittring bland annat av Daniel Webster i ett känt tal 7 mars 1850. Den tillhörande lagstiftningen godkändes av förre
vicepresidenten Millard Fillmore (president 9 juli 1850–4 mars 1853) som blivit president efter Taylors plötsliga död. Wisconsin hade 1848 upptagits i unionen som fri stat redan före Kalifornien.
1850 års kompromiss levde inte upp till upphovsmännens förväntningar om att den skulle leda till en varaktig avveckling av konflikten kring slaveriet. Det gällde inte minst som  återhämtandet av förrymda slavar, enligt de nya stränga lagarna om detta, mycket tydligare än förr visade upp slaveriets värsta sidor för nordstaternas befolkning. Våldsamma incidenter förekom i samband med sådana händelser, särskilt i Boston 1851 och 1854. Harriet Beecher Stowe gav 1852 ytterligare fart åt den begynnande allmänna indignationen i nordstaterna mot slaveriet som institution, genom sin agitatoriska roman Onkel Toms stuga.
Under den demokratiske presidenten Franklin Pierce (president 1853–1857) flammade slaveristriden i kongressen åter upp vid debatterna
(1854) om den så kallade Kansas-Nebraskalagen. Med tillämpning av läran om befolkningens egen suveränitet höll denna lag slavfrågan öppen vid organiseringen av territorierna Kansas och Nebraska, trots att slaveri inom dessa delar av Louisianaköpets område redan
1820 förbjudits genom Missourikompromissen. Påverkade av detta lagbeslut, som tycktes öppna obegränsade nya möjligheter för slaveriets anhängare inom demokraterna, sammanslöt sig whigpartiet, freesoilers och en del antislaveridemokrater till ett nytt stort parti, Republikanska partiet. Det nya partiets framgångar, med överste J. C. Frémont som kandidat vid 1856 års presidentval, visade att demokraternas tidigare inflytande i vissa delstater i väster och norr var på upphällningen. Den som blev vald till president var dock  demokraten James Buchanan (president 1857-1861). Slaverianhängarnas anspråk kulminerade 1857 i USA:s högsta domstols utslag i Dred Scott mot Sandford-målet om den rymde slaven Dred Scott, där det uttalades att kongressen ej hade befogenhet att förbjuda någon delstats medlemmar att föra sin egendom av godtyckligt slag (således även slafvar), in på allmänt område, ej heller att bemyndiga något territoriums legislatur att förbjuda detta. Endast de särskilda delstaterna kunde reglera frågan om "slavegendom". Därmed hade Kansas-Nebraskalagens "folksuveränitet" gått samma väg som Missourikompromissens slaveriförbud.
Jämvikten mellan fria och slafhållande stater i senaten rubbades dock permanent då Minnesota (1858) och Oregon (1859) togs upp i unionen, båda som "fri mark". De fria delstaterna var nu 18 och de slavhållande 15. I Kansas och Nebraska bekämpade de båda sidorna periodvis varandra med vapen sedan 1854. Ohållbarheten i situationen blev också uppenbart i samband med den militante slaverimotståndaren John Browns överfall på unionsarsenalen vid Harpers Ferry i Virginia i oktober 1859 i syfte att få till en slavuppror.

## Upptakten till inbördeskriget under 1860-1861
Krisen kom i samband med presidentvalet 6 november 1860, då demokraterna var splittrade i en moderat grupp och en ytterlighetsgrupp, medan några mellanstater uttalade sig för "konstitutionella unionspartiet", vars program endast var upprätthållande av unionen. Vald blev, dock utan absolut majoritet bland urväljarna, den republikanske kandidaten Abraham Lincoln (president 4 mars 1861-15 april 1865). Detta val gav signalen till sydstaternas utträde (secession) ur unionen, en revolutionär handling, som ej kunde undgå att leda till amerikanska inbördeskriget.
Redan 20 december 1860 bröt sig South Carolina loss ur unionen, och motsvarande beslut fattades i januari och februari 1861 av sex andra stater: Mississippi, Florida, Alabama, Georgia, Louisiana och Texas. Därefter slöt sig dessa sju stater sig samman till Amerikas konfedererade stater i Alabamas huvudstad Montgomery 8 februari 1861. De antog en provisorisk författning samt utsåg 9 februari en provisorisk president, Jefferson Davis, och vicepresident, Alexander Stephens. Definitiv författning antogs 11 mars. Hufvudstad var först Montgomery och sedan, från maj 1862, Richmond i Virginia. Till konfederationen anslöt sig efter hand ytterligare fyra stater (Virginia, Arkansas och North Carolina i maj och Tennessee i juni 1861), dock först sedan inbördeskriget brutit ut genom sydstatstruppernas beskjutning och erövring av Fort Sumter, 12-14 april 1861.
Lincoln hade vid sitt tillträde som president 4 mars 1861 betonat, att unionen var beständig och utträdesförklaringarna utan verkan. Han angav som sin uppgift att efter förmåga verkställa unionens lagar i alla staterna, och han framhöll att inbördeskrig kunde utbryta endast
om sydstaterna gick till anfall. När detta skett och Fort Sumter fallit, utfärdade Lincoln 15 april 1861 sin första proklamation om inkallande av unionsmilis samt lade all energi på att bekämpa upproret. Han vidhöll dock länge den förklaring han avgett vid sitt
tillträde, att han "ej åsyftade att direkt eller indirekt inskrida mot slaveriinstitutionen i de stater, där den existerar". Han hoppades till en början förmå de i unionen kvarblivna slavhållande staterna att själva besluta om gradvis avskaffande av slaveriet med ersättning till slavägarna och försökte sedan, utan framgång, förmå kongressen att genom ekonomiskt stöd gynna denna politik.

## Slaveriet

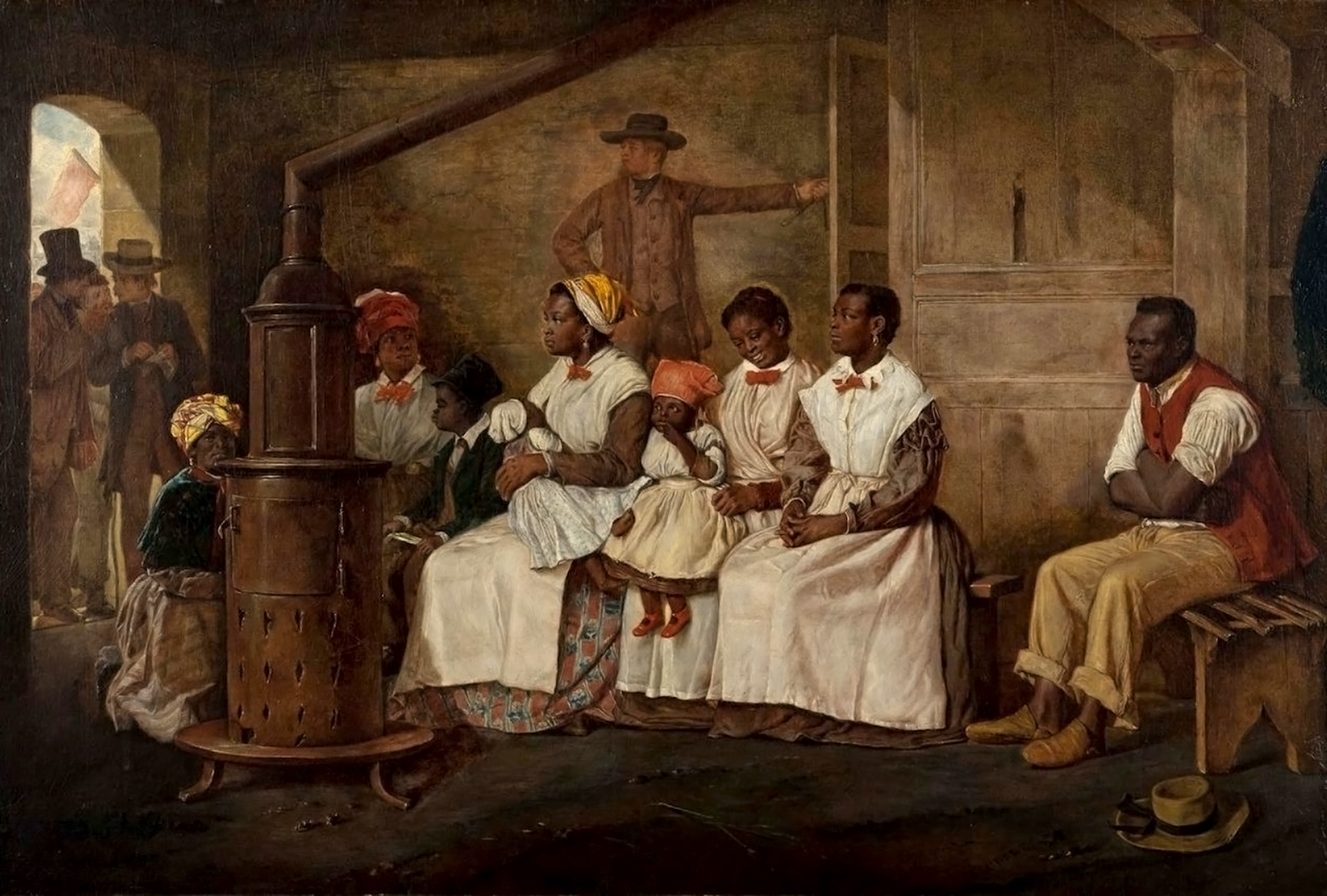
Slavar som väntar på att bli sålda i Richmond, Virginia. (Målning 1861 på en skiss från 1853).

Intressant är att iakttaga den stora inre förändring, som republiken under denna tid undergick. Denna förändring; visar sig i tillspetsandet av den fientliga motsatsen mellan de norra och nordöstra staterna, där det rationella jordbruket, handeln och industrin skapade rikedom, där arbetaren var fri och slaveriet lyst i bann, samt de södra staterna, där plantageägaren var den ende rike, arbetaren var slav och slaveriet ansågs såsom ett livsvillkor. Så blev slavfrågan den viktigaste för unionen under årtionden: den väckte och underhöll striden mellan stater och partier. Norden tog snart genom sin större folkmängd i besittning representanthuset i kongressen; södern sökte för sig behålla senaten genom att genomdriva upptagandet av slavhållande stater. Den tog slutligen i besittning även presidentstolen, därigenom att söderns aristokrater ingick förbund med nordens yrkespolitiker, som ledde arbetaremassorna och erhöll sin belöning i statsämbeten. Slavpatronerna utgjorde kärnan i ett mäktigt parti och usurperade namnet demokrater, under det att deras motståndare i kongressen kallades med namnet whigs.
Ett första huvudmoment i fejden om slaveriet var den s.k. Missouristriden (1819-1821). Den avslutades genom territoriet Missouris upptagande i unionen (1821) och antagandet av Missourikompromissen, som tillät slaveriet i Missouri, men förbjöd det i territorierna norr om 36° 30' nordlig bredd, vilket var Missouris södra gräns. Efter John Quincy Adams (1825-1829), John Adams son, valdes general Andrew Jackson (1829-1837) till president. Med hans val begynte vad man kallat »söderns övervälde», som räckte fram till Lincolns dagar och representerades av presidenterna Martin Van Buren (1837-1841), William Henry Harrison (1841; död 4 april s. å.), John Tyler (1841-1845), James K. Polk (1845-1849), Zachary Taylor (1849; död 9 juli 1850), Millard Fillmore (1850-1853), Franklin Pierce (1853-1857) och James Buchanan (1857-1861).
Slavpatronerna sökte nu befästa sin makt genom ökandet av slavhållande stater. 1836 upptogs Arkansas i unionen, vilket likväl uppvägdes av Michigans upptagande (1837). Några år därefter (1845) vanns kongressens bifall till upptagandet av Florida, varemot även Iowa 1846 fick inträde i unionen. Samtidigt (dec. 1845) införlivades det från Mexiko avfallna Texas. Det senare var från folkrättens ståndpunkt betänkligt och framkallade ett krig med Mexiko (1846-1848) - Mexikansk-amerikanska kriget. Detta slöts därmed att unionens armé under general Scott intog Mexikos huvudstad Ciudad de México (sept. 1847) och att mexikanerna i freden i Guadalupe Hidalgo (2 februari 1848) måste avträda Texas, New Mexico och Kalifornien. Mitt under kriget hade Förenta staterna på fredlig väg bilagt en gränstvist med England och därvid förvärvat hela Oregonterritoriet (1846). För varje år skärptes striden mellan slavstaterna och deras motståndare i norden, där freesoilers och abolitionister, som arbetade för slaveriets upphävande, vuxit till ett mäktigt parti
Bildandet av en icke slavhållande stat, Wisconsin (1848), förmådde demokraterna till nya ansträngningar för bibehållandet av sitt herravälde. De arbetade ivrigt på utvidgandet av området för bomullskulturen och slavarbetet, och det lyckades dem (1854) att i kongressen genomdriva den s.k. Kansas-Nebraskalagen  enligt vilken, i strid med Missouri-kompromissen, invånarna i territorierna Nebraska och Kansas själva skulle få avgöra om slaveriet i dessa territorier skulle införas eller icke. Avsikten var att genom en agitation, som ej heller uteblev, vinna dem för slaveriet. Söderns tillvägagående föranledde vid denna tid en sammanslutning av whigs, freesoilers, abolitionister och de sansade bland nordens demokrater till ett nytt republikanskt parti, vars yttersta vänstra flygel abolitionisterna kunde anses vara. Redan vid presidentvalet 1856 var partiet nära att segra. Vid valet 6 november 1860 blev dess kandidat, Abraham Lincoln (1861-1865), utsedd till den amerikanska unionens president. Den händelsen blev avgörande för Amerikas framtid. Den hade till följd slavfrågans lösning, men först genom ett av de blodigaste inbördeskrig, som världshistorien känner.